# 183 î.Hr.

## Decese
- Hannibal, om de stat și general cartaginez (n. 247 î.Hr.)
- Scipio Africanul, general și politician roman (n. 235 î.Hr.)